# Charly et Lulu
Pour les articles homonymes, voir Lulu.
Charly et Lulu est un duo d'animateurs de télévision et de radio français composé de Charly Nestor et Jean-Marc Lubin.
Ils sont notamment célèbres pour avoir animé pendant treize années l'émission musicale Hit Machine sur M6.

## Carrière

### Débuts
Charly, de son nom complet Charly Nestor, et Lulu, de son vrai nom Jean-Marc Lubin, se rencontrent en 1990 dans les coulisses du talk-show de Christophe Dechavanne Ciel, mon mardi ! diffusé sur TF1. Charly est alors responsable du public et Lulu s'occupe du Minitel. Ils deviennent par la suite chroniqueurs dans la quotidienne Coucou c'est nous ! sur la même chaîne. 
En septembre 1994, ils rejoignent Maureen Dor sur France 2 pour le programme jeunesse Chalu Maureen qu'ils quittent en juin 1995.

### M6
Après leur départ de France 2, le duo est immédiatement engagé par M6 pour présenter Hit Machine le samedi matin à partir du 1er juillet 1995. Prenant la succession d'Ophelie Winter et Yves Noël, la formule du programme change et connaît un certain succès. Outre le classement des tubes du moment, le duo reçoit sur son plateau les plus grandes stars de la chanson française et internationale.
Ils animent également des émissions en premiere partie de soirée[Lesquelles ?] et la quotidienne Faites comme chez vous ![Quand ?]. 
Ils sont à la tête du Fan Quiz (avec ses personnages récurrents, tels que Marie-Thérèse)[réf. nécessaire].
Par ailleurs, ils animent de 1995 à 1996 sur RTL2 une émission de radio intitulée L'agence.
En 1997, ils parodient leurs invités de l'époque, les boys bands, en incarnant les Top Boys (avec deux autres membres, Alexy et Benj). Ils interprètent leur tube Le feu ça brûle, et sortent l'album Même pas mâles. Leurs parodies connaissent autant de succès que les autres boys band « sérieux »[réf. nécessaire]. En 1999, ils chantent en featuring avec Ben-J « Les Marseillais » avec les chants de supporters.
En 2001, Charly Nestor devient le directeur des programmes de Canal Web.
Au milieu des années 2000, l'audience du Hit Machine s'érode et le programme commence à s'essouffler. Après 13 ans à l'animation, Charly décide, en juin 2008, de quitter l'émission. Le duo est tellement fusionnel que Lulu ne se voit pas présenter Hit Machine seul et refuse de continuer. Le divertissement, avec Pierre Mathieu aux commandes, ne survit pas longtemps et s'arrête le 1er mai 2009.

### Après leHit Machine
En dehors de leurs activités en duo, Charly et Lulu ont toujours eu des activités personnelles : Charly Nestor poursuit ainsi dans la production audiovisuelle. Jean-Marc Lubin se fait plus discret ; on le retrouve cependant dans l'équipe des chroniqueurs du magazine Midi en France sur France 3. Il y tient la rubrique Les escapades de Lulu pendant deux saisons.
En 2011, le duo se reforme pour les dates de La Tournée des années 90 - Génération Dance Machine. Ils sont les maîtres de cérémonie de ces concerts qui accueillent les stars du Hit Machine.
Le 28 juin 2012, Jean-Marc Lubin participe pour la première fois en tant que chroniqueur dans  l'émission On va s'gêner de Laurent Ruquier sur Europe 1.
Le 15 novembre 2016, le duo annonce son retour sur Internet en 2017 avec une émission appelée Charly et Lulu TV, qui n'a rien à voir avec le Hit Machine,.
En 2021, ils animent Génération Hit Machine : la soirée événement enregistrée au Dôme de Paris puis diffusée le 8 février 2022 sur W9.
En 2024, il anime l'émission Génération Charly sur Radio Monaco.